# James Holston
James Holston (nascido em Nova Iorque) é um antropólogo estadunidense focalizado na “constituição da sociedade moderna por meio da análise de cidades”.
Holston estudou filosofia e arquitetura na Universidade Yale; em 1986 fez seu doutorado em antropologia na mesma universidade.  Atualmente é professor na Universidade da Califórnia.
A obra mais conhecida de Holston é A cidade modernista: uma crítica de Brasília e sua utopia. Um dos maiores críticos, porém, é Adrián Gorelik para quem a abordagem holstoniana para compreender Brasília é impossibilitada por críticas estereotipadas ao Plano Piloto de Brasília.